# Arbeitskreis zentraler Jugendverbände

Logo des AzJ

Der Arbeitskreis zentraler Jugendverbände e. V. (kurz: AzJ) ist ein als gemeinnützig anerkannter Träger der freien Jugendhilfe und wurde 1959 gegründet. Dieser Zusammenschluss bundesweit tätiger Kinder- und Jugendverbände besteht derzeit aus sechs gleichberechtigten Mitgliedsverbänden. Der Verband ist dem Deutschen Bundesjugendring (DBJR) angeschlossen und Mitglied beim Deutschen Jugendherbergswerk (DJH), bei der Vereinigung Jugendburg Ludwigstein sowie bei der Stiftung Wald in Not.

## Aufbau und Ziele
Nach Innen gibt der Arbeitskreis zentraler Jugendverbände seinen Mitgliedsverbänden, unabhängig von ihrer Mitgliederzahl, die Möglichkeit der Mitgestaltung. Die Struktur des Vereins berücksichtigt hierfür auch die unterschiedlichen Ausgangssituationen der Verbände. Da die Einzelverbände in sehr unterschiedlichen Bereichen der Kinder- und Jugendarbeit zu Hause sind, steht hier ein breit gefächertes Netzwerk in dem Bereich, welches die Mitgliedsverbände für den internen Austausch nutzen können.
Nach außen bedient sich der Verein ebenso dieser Vielschichtigkeit und vertritt die Mitgliedsverbände gegenüber anderen Großverbänden und der Politik. Hierbei geht es in erster Linie darum das vorhandene Wissen und die Erfahrungen im Bereich der Kinder- und Jugendarbeit zu transportieren. Der AzJ ist unabhängig von Parteien und Konfessionen.

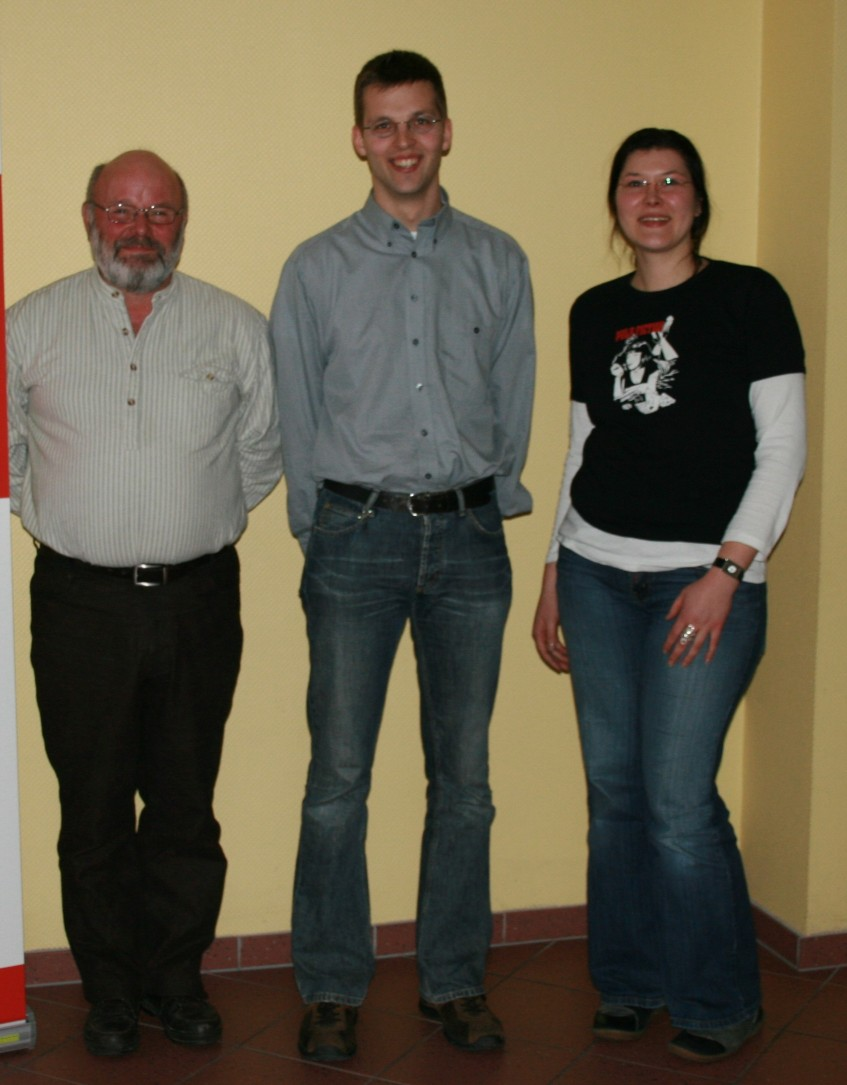
Der Vorstand des AzJ im Juli 2011 (von links: Uwe Tiemann, Markus Berens, Jessica Füllbeck)

## Der Vorstand
Dieser besteht aus einem Vorsitzenden und zwei Stellvertretern. Die Wahl erfolgt im Rahmen der Mitgliederversammlung, bei der jeder Mitgliedsverband zwei stimmberechtigte Vertreter stellt. Die Amtszeit beträgt zwei Jahre.

## Mitgliedsverbände
Derzeit (Stand April 2016) existieren sechs Mitgliedsverbänden:
- Bund der Kaufmannsjugend im DHV (BdK im DHV)
- Deutsche Philatelisten-Jugend
- Europäische Pfadfinderschaft St. Georg (EPG)
- Paneuropa-Jugend Deutschland (PEJ)

Die folgenden Verbände waren in der Vergangenheit Mitglied des AzJ, sind aber heute ausgeschieden, meistens weil sie die direkte Mitgliedschaft im Bundesjugendring erwerben konnten oder sich einem anderen Dachverband angeschlossen haben:
- Aktion heimatvertriebener katholischer Jugend
- Arbeiter-Samariter-Jugend
- Arbeitsgemeinschaft deutscher Junggärtner
- Bundesjugend für Computer, Kurzschrift und Medien (BjCKM)
- Christliche Metallarbeiterjugend
- Christliche Gewerkschaftsjugend
- Deutsche Beamtenbund-Jugend
- Deutsche Esperanto-Jugend
- Deutsche Jugendfeuerwehr
- Deutsche Jugendkraft
- Deutsche Jugendpresse
- Deutsche Luftsportjugend
- Deutsche Marine-Jugend
- Deutsche Waldjugend
- Deutscher Jugendbund Kyffhäuser (DJBK)
- Deutsches Reformjugendwerk
- Junge Europäische Föderalisten
- Junge Gruppe
- Solidaritätsjugend Deutschlands
- THW-Jugend

## Förderkreis zentraler Jugendverbände
Der FzJ schließt sich aus Mitgliedern des Arbeitskreises zentraler Jugendverbände zusammen. Ziel ist es, finanzielle Unterstützung für Jugendprojekte zu geben, um zu schnell und unbürokratisch die Jugendarbeit in Deutschland zu fördern.